# 徐森林
徐森林（1941年12月12日—2022年10月2日），男，江苏吴县人，中国数学家。中国科学技术大学教授。

## 生平
1941年12月12日，出生于江苏省吴县。
1960年，从江苏省苏州高级中学毕业，考取中国科学技术大学应用数学系。师从吴文俊教授。
1965年，自中国科学技术大学毕业后留在学校工作，同年担任助教。此后历任讲师（1978年）、副教授（1985年）、教授（1990年）、博士生导师（1993年）。
1982年，赴美国普林斯顿大学研究几何拓扑和计算复杂性理论。1984年回国。1988年，又赴意大利的里雅斯特国际理论物理中心担任访问学者。
2002年，担任华中师范大学特聘教授、博士生导师。
2003年，自中国科学技术大学退休。

## 贡献
徐森林主要从事几何拓扑、分析和计算复杂性理论的研究。

## 社会兼职
- 教育部数学与力学教学指导委员会委员（1990年－2000年）

## 出版物
《数学分析》《流形与Stokes定理》《流形》《微分拓扑》《近代微分几何》《代数方程组与计算复杂性理论》。